# レイダウン投下
レイダウン投下（レイダウンとうか）は核爆弾の投下法の一つ。核爆弾を地上にゆっくりと降下させ、その後に地表にて、核爆発を生じさせる投下法。低高度からの投下法として用いられる。

## 概要
地中貫通爆弾ではない核爆弾において、地下施設やミサイルサイロなどの硬化目標を核攻撃するにあたっては、大威力核兵器の地上爆発を行なう必要があった。大威力核兵器は爆発威力が大きすぎるため、投下した航空機が核爆発に巻き込まれないために、投下から爆発まで十分な時間を稼ぐ必要がある。高空からの投下においては、爆弾の落下時間のみでも退避時間を稼ぐことでできる。しかし、防空網の発達により、低空侵入・低空投下が求められるようになると、新たな投下法が求められた。戦術航空機は高い機動性によりトス爆撃を行なうことができたが、大型爆撃機にはそれは無理であり、レイダウン投下が有効な手法となる。なお、低高度からの投下では、爆弾降下速度が不十分であるため、地中貫通爆弾の運用には向いていない。
レイダウン投下用の核爆弾には大型減速用パラシュートが装備されている。航空機より、空中投下された核爆弾は、パラシュートの展開により減速され、低速で降下していくこととなる。地表まで到達した核爆弾は、すぐに爆発するのではなく、所定の時間が経過後、時限信管の作動により爆発する。爆弾降下速度の低減と地表での遅延時間により、投下航空機の退避時間を稼いでいる。レイダウン投下用の減速パラシュートは、空中爆発用の速度制御向けパラシュートよりも大型のものが用いられる。